# أمسونغ (محافظة)
محافظة أمسونغ (أمسونغ-غون) هي محافظة في مقاطعة تشنغتشونغ الشمالية، كوريا الجنوبية، تشتهر المحافظة حيث أنها مكان ولادة الأمين العام للأمم المتحدة بان كي مون .

## أعلام
- بان كي مون

## وصلات خارجية
- الموقع الرسمي لحكومة محافظة أمسونغ، بالإنجليزية